# 앙드레 클라보

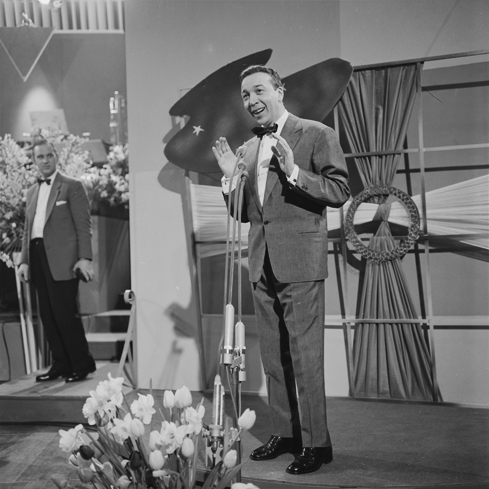

앙드레 클라보(프랑스어: André Claveau, 1911년 12월 17일 ~ 2003년 7월 4일)는 1940년대부터 1960년대까지 활동한 프랑스의 팝 남성 가수이다. '샹송 드 샤름의 왕자님'으로 불렸다.
파리에서 태어났다. 부친은 실내 장식상으로, 그도 장식가가 되었으나 마침내는 노래자랑에 우승하여 가수가 되었다. 1936년에 첫 레코드를 취입, 제2차세계대전으로 한때 중단되었으나 1945년에 재출발하였다. 1950년에 이르러서는 <작은 합승마차>로 디스크 대상을 받았다. 1965년 은퇴하였으나 복귀하였다가 재차 은퇴하였다.